# Mylor Bridge
Mylor Bridge är en by i Cornwall distrikt i Cornwall grevskap i England. Byn är belägen 9 km 
från Truro. Orten har 1 694 invånare (2015).